# Juego de la liebre y los perros cazadores

Posiciones iniciales del juego.

El juego de la liebre y los perros cazadores es un juego de estrategia abstracta para dos jugadores, donde uno representa a la liebre y el otro a 3 perros cazadores. Respectivamente, el primero intenta escabullirse de los perros mientras que el otro jugador procura acorralarla.
La invención de este juego se remonta a la Edad Media cuando los juegos de liebres eran muy populares principalmente en el norte de Europa. Entre las fuerzas armadas francesas fue muy popular durante la guerra franco-prusiana en el siglo XIX, pero en el siglo XXI es poco conocido.
Este juego combina "una simplicidad extrema con una extraordinaria sutileza estratégica".

## Objetivo del juego
El objetivo del juego consiste en el intento por parte de los perros cazadores por inmovilizar a la liebre. Por su lado, la liebre trata de pasar a los perros cazadores o alcanzar el final del tablero.  

## Materiales de juego
Se necesita un tablero, tres piezas iguales, o al menos del mismo color, para representar a los perros cazadores y una pieza distinta para representar la liebre. 

## Reglas
- Un jugador mueve los tres perros que intentan atrapar una liebre.
- En cada ronda, cada jugador mueve una de sus "fichas".
- Los perros sólo pueden moverse hacia delante (izquierda a derecha), hacia arriba o hacia abajo.
- La liebre puede ir en todas las direcciones.
- Los perros ganan si la liebre no puede moverse.
- La liebre gana si se escapa de los perros, es decir, si puede posicionarse a la izquierda de todos los perros.
- Si los perros se mueven verticalmente durante diez turnos consecutivos, movimientos evidentes para mantener la posición, la liebre gana.